# Echidna nebulosa
Echidna nebulosa Ahl, 1798, conhecida pelo nome comum de moreia-estrelada, é um peixe da família das moreias (Muraenidae), facilmente reconhecível pelo padrão que lhe cobre o corpo, semelhante a flocos de neve. É um animal pacato e tímido, que se refugia em fendas e buracos de rochas ou recifes de coral. Vive a pouca profundidade, até aos 10 m, e é frequente encontrá-la em poças durante a maré baixa. Aqui, alimenta-se de ouriços e caranguejos, que esmaga com os dentes achatados e especialmente adaptados para esta tarefa. Esta é considerada a mais inofensiva de todas as moreias, embora possa morder quando provocada.